# جاي ميلتون داير
جاي ميلتون داير (بالإنجليزية: J. Milton Dyer)‏ هو مهندس معماري أمريكي، ولد في 22 أبريل 1870، وتوفي في 27 مايو 1957.